# 海の中道

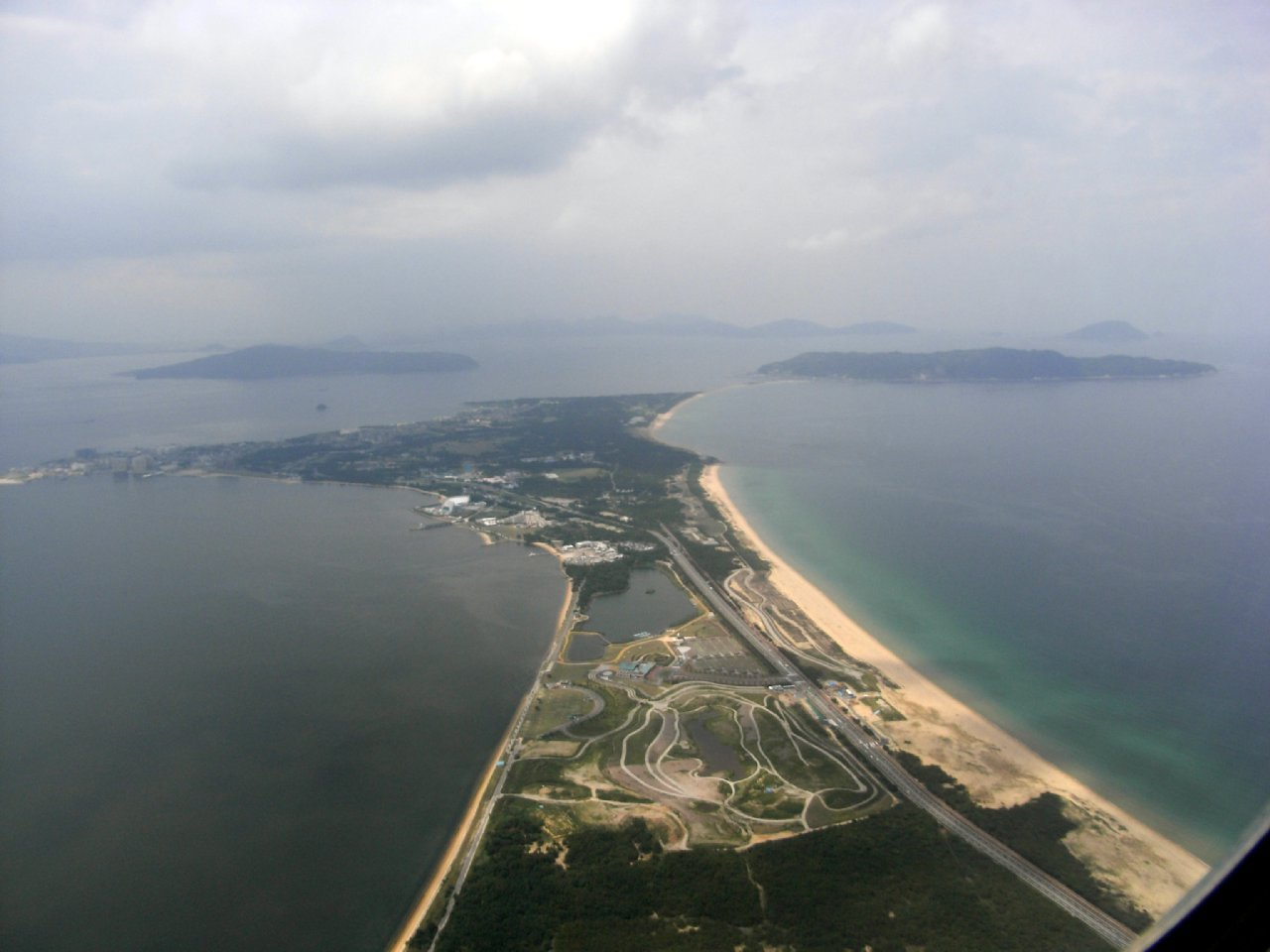
海の中道と能古島（左）、志賀島（右）、玄界島（右奥）。

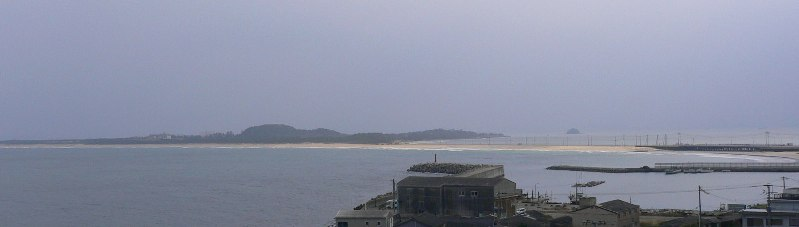
志賀島から撮影した海の中道。手前の海が玄界灘、奥の海が博多湾

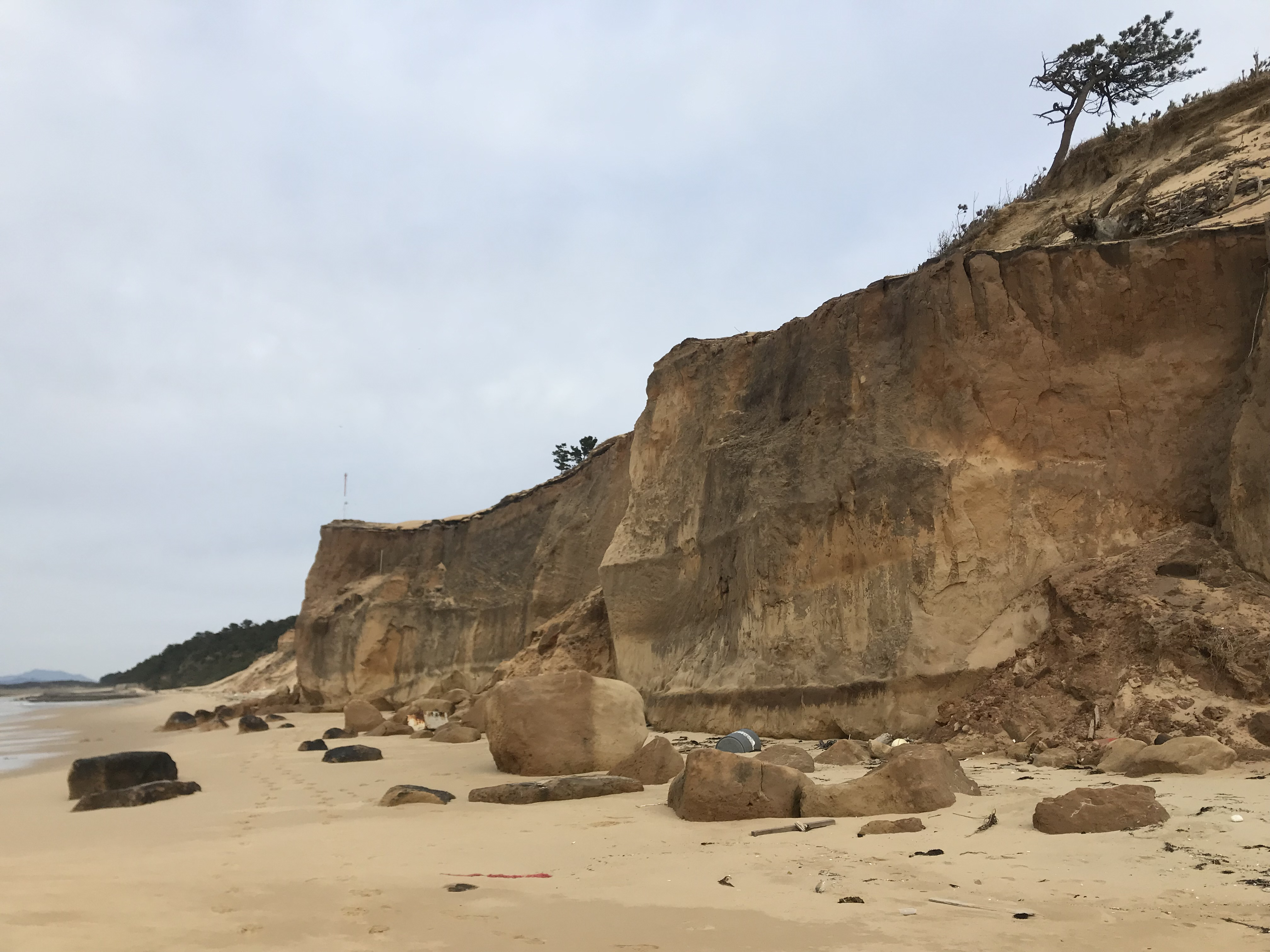
奈多海岸

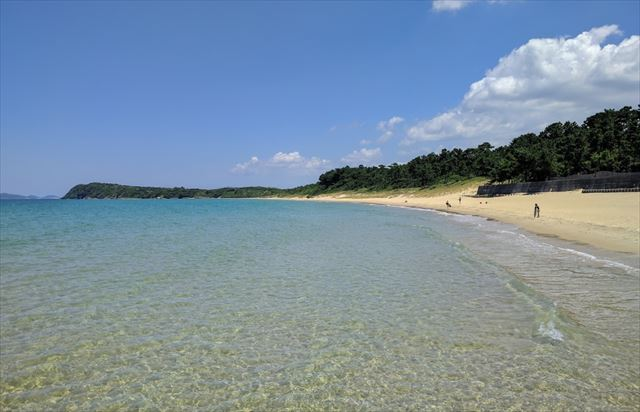
奈多海岸

海の中道（うみのなかみち）は、福岡県福岡市東区にある志賀島と九州本土とを繋ぐ陸繋砂州である。全長約8キロメートル、最大幅約2.5キロメートルの巨大な砂州で、この砂州の北は玄界灘、南は博多湾となっている。うみなかとも略称される。福岡市内のリゾート地域として多くの施設を抱える。

## 自然・土地利用
ほぼ全体が砂丘であるものの東部に位置する奈多の玄界灘側の奈多海岸には更新世に堆積したテラス状の崖となっている古い砂丘もあり、西部には大岳・小岳のような古第三紀層の丘陵部もある。奈多の玄界灘側の砂丘にはクロマツの松林が広がり奈多松原とよばれる。松原の砂丘上に「志式神社」（三郎天神）がある。
砂州の幅は一様でなく、西の西戸崎と東の雁の巣で博多湾側に向かって砂嘴が伸び、前者では幅2キロメートルを超えるが、その間では幅0.5キロメートルを切るところもある。先端部の志賀島との間およそ1キロメートルは砂州の幅が特に狭くなり、玄界灘と博多湾の対照的な海が迫った光景が広がる。ここは満潮時には一部が海水で区切られることがあるため道切（みちきれ、満切）と呼ばれ、橋がかけられている。18世紀の『筑前国続風土記』によれば、当時は道がつながることの方がまれであった。
砂州の中央部から西北部にかけては公園やレクリエーション地区で、その一番東には福岡市雁の巣レクリエーションセンター、西には海の中道海浜公園やマリンワールド（水族館）、西戸崎シーサイドカントリークラブ（ゴルフ場）、クレイン福岡（乗馬）などがある。一方、東部の奈多・雁の巣や西南部の西戸崎・大岳には住宅地がひろがっており、1万5千人余りの人々の生活の場でもある。
また、雁の巣レクリエーション施設に接する形で、国土交通省福岡航空交通管制部が設置されている。

## 歴史
奈良時代に編纂された『筑前国風土記』逸文では、志賀島の記事に関連して海の中道が打昇の浜（うちあげのはま）の名で見える。また吹上の浜（ふきあげのはま）とも呼ばれていた。玄界灘側の海岸は現在でも冬季に様々な漂着物が打ち上げられることで知られる。神功皇后伝説では、遠征前に盛大な神楽が行われ、海底から現れた異形の磯良（いそら）神から玉を借り受けたのは、この地の吹上の崎というところだとされる。古くから周辺の漁労民によって製塩が行われていたことがうかがわれ、シオヤ鼻（塩屋鼻）に近い「海の中道遺跡」からは漁具や貝塚とともに8–10世紀に用いられた製塩用土器が出土している。
「海の中道」という地名がいつ頃から用いられていたかは不明である。18世紀初めに貝原益軒により編纂された『筑前国続風土記』では、奈多の村民がすでに現在の通り「海の中道」と呼んでいたことが記されている。対して『続風土記』はここを奈多の浜と呼び、十数キロメートル北にある福津市勝浦から津屋崎付近のかつての砂州をもって「海の中道」とした。明治時代でも広くは名前が認められていなかったようで地形図には「俚称海中道」とある。
伝統的に海の中道の半ばより西は志賀、東が奈多に属し、江戸時代には西が那珂郡、東が裏糟屋郡であった。1889年（明治22年）の町村制施行時には、共に糟屋郡となったが、西部は志賀島村、東部は和白村となった。西戸崎はかつては道崎、明治初期には西堂崎と書かれ、わずかな人家があるのみであったが、1904年にはこの地まで現在のJR香椎線にあたる博多湾鉄道が敷設されて、糟屋炭田の積出し港として賑わった。また海の中道の大岳でも石炭の採掘が行われ、坑道は博多湾の海底へと伸びていた。

## 航空交通の要衝

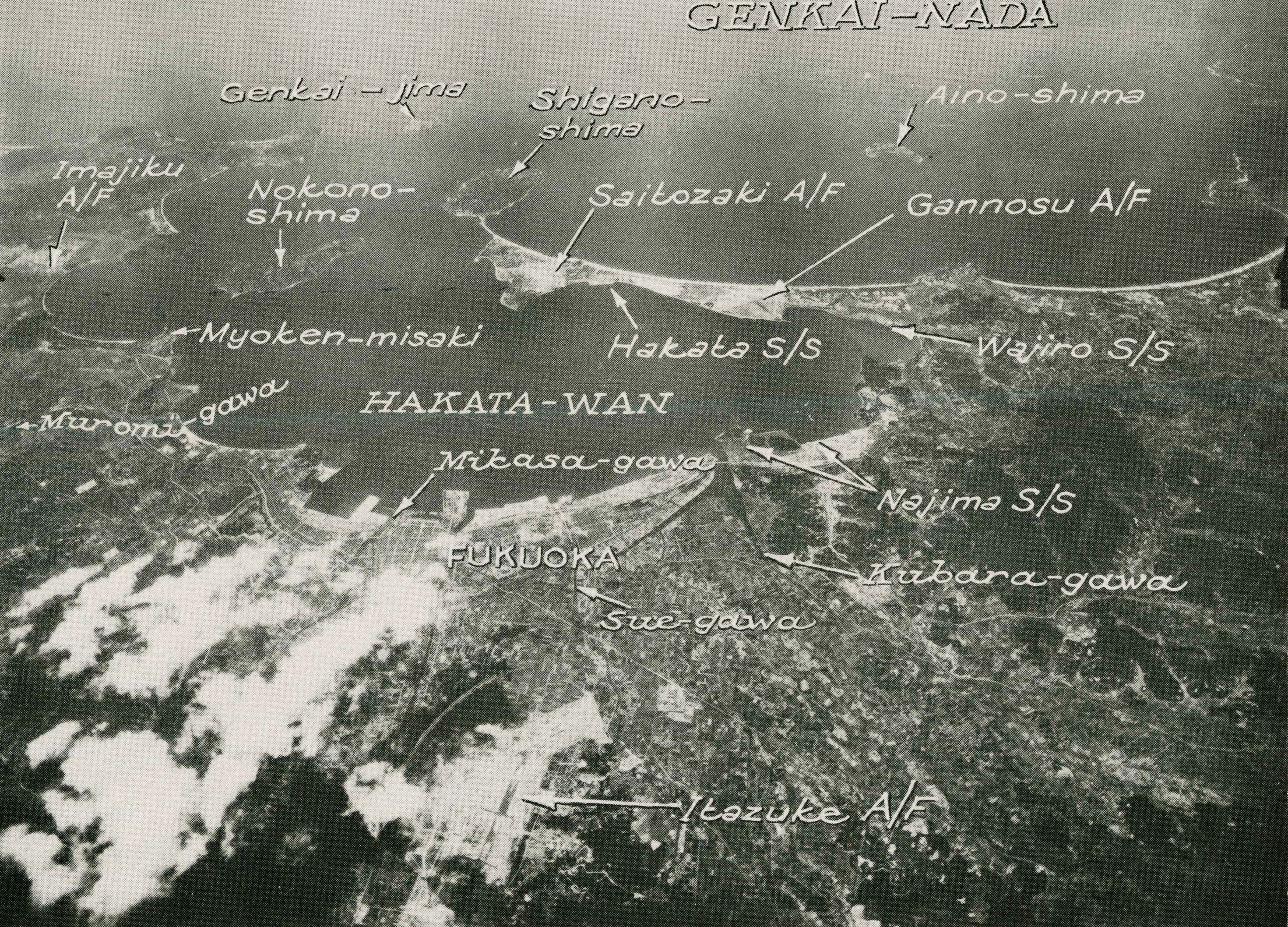
戦時中にアメリカ軍が撮影した航空写真。海の中道に複数の飛行場が存在している。

現在の雁の巣レクリエーションセンター一帯には1936年に九州初の国際空港、雁ノ巣飛行場（福岡第一飛行場）が建設され東アジアの国際的航空網の要となっていたが、利用者のほとんどは軍関係者であった。戦時中は陸軍が使用し、また現在の海浜公園内には海軍飛行場があった。戦後1945年はともにアメリカ軍に接収されブレディ・エア・ベース (Brady Air Base) およびキャンプ・ハカタ (Camp Hakata) となった。現在のホテル「ザ・ルイガンズ．」（旧海ノ中道ホテル）周辺にこれらの基地司令部があり、近隣の和白村には基地関係労働者が多く住んで人口も急増した。朝鮮戦争ではこれらの基地が米軍の重要な補給基地となった。1972年にアメリカから返還された後、海の中道は徐々に福岡のリゾート地域として開発され発展することになった。また、雁ノ巣飛行場の跡地を活用する形で雁の巣レクリエーションセンターが建設され、1976年に福岡航空交通管制部が奈多から移転してきた。2005年には福岡航空交通管制部に航空交通管理センターが設置され、西日本のみならず、日本を含む北西太平洋における航空管制の重要拠点となった。
また、福岡空港の混雑緩和のため、2020年には奈多ヘリポートが開設された。

## 交通
砂州の中心をJR香椎線（海の中道線）と福岡県道59号志賀島和白線が並行して通っている。香椎線の駅としては奈多駅・雁ノ巣駅・海ノ中道駅・西戸崎駅の4駅がある。県道59号は海の中道最西部から志賀島橋で志賀島に通じている。また、2002年10月に雁の巣地区と南に位置するアイランドシティとが海の中道大橋でつながり、福岡市中心部との距離が大幅に縮まった。
海上交通では、市営渡船が博多区のベイサイドプレイス博多埠頭と西戸崎・志賀島の間を運航しており、安田産業汽船がベイサイドプレイス博多埠頭からと早良区のシーサイドももちにあるマリゾンから海の中道渡船所までの2航路を「うみなかライン」という名前で運航している。